# Cryptotis brachyonyx
Cryptotis brachyonyx är en däggdjursart som beskrevs av Neal Woodman 2003. Cryptotis brachyonyx ingår i släktet pygménäbbmöss, och familjen näbbmöss. IUCN kategoriserar arten globalt som otillräckligt studerad. Inga underarter finns listade i Catalogue of Life.
Denna näbbmus förekommer i centrala Colombia. Arten vistas i bergstrakter mellan 1300 och 2700 meter över havet. Det är okänt i vilket habitat djuret lever.